# 陳佛
陳佛（？—？），字德性，福建福州府福清县人，明朝政治人物、進士出身。

## 生平
永乐元年，福建癸未乡试中舉。永樂二年，登甲申科會試中進士，担任宜都县知县。